# Miami Seaquarium
Das Miami Seaquarium ist ein Ozeaneum auf der Insel Virginia Key in der Biscayne Bay in der Nähe der Innenstadt von Miami. Es wurde 1955 gegründet und ist eines der ältesten Ozeanarien in den Vereinigten Staaten. Das Miami Seaquarium beherbergt Meeressäuger, Fische, Haie, Meeresschildkröten, Vögel, Reptilien und Seekühe. Der Park veranstaltet unter anderem tägliche Tiershows und hat jährlich über 500.000 Besucher. Er ist etwa 15,4 Hektar groß und hat rund 225 Mitarbeiter.
Nach 14 Monaten Bauzeit wurde das Seaquarium am 24. September 1955 eröffnet; die Baukosten betrugen 2,3 Millionen US-Dollar. Die zwischen 1964 und 1966 von Metro-Goldwyn-Mayer für NBC produzierte Fernsehserie Flipper wurde überwiegend im Miami Seaquarium gedreht. Seit dem 24. September 1970 lebte der Orca Lolita im Seaquarium und trat über 50 Jahre lang in den täglichen Vorführungen auf. Lolita verstarb nach kurzer Krankheit am 18. August 2023.

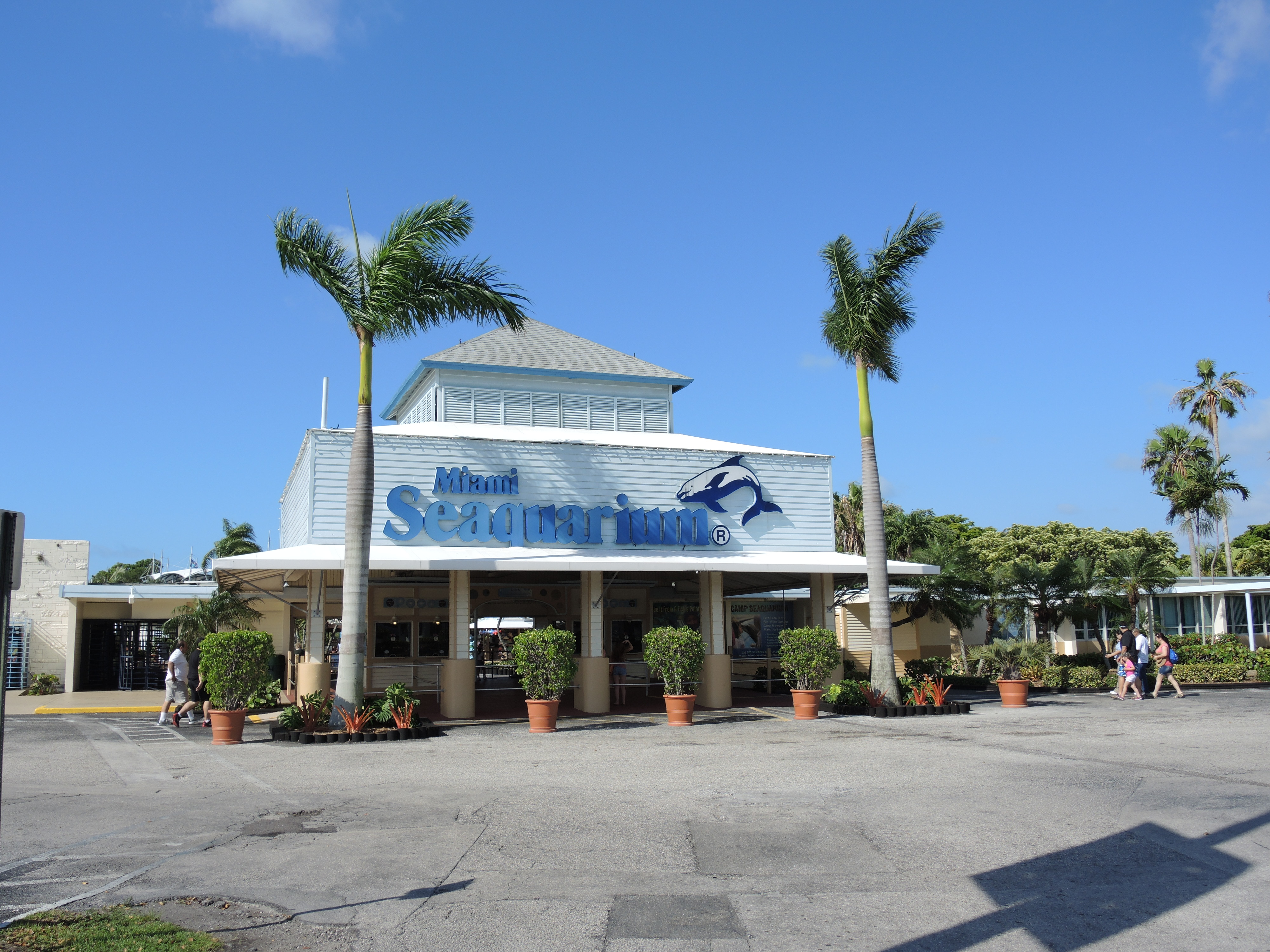
Eingang
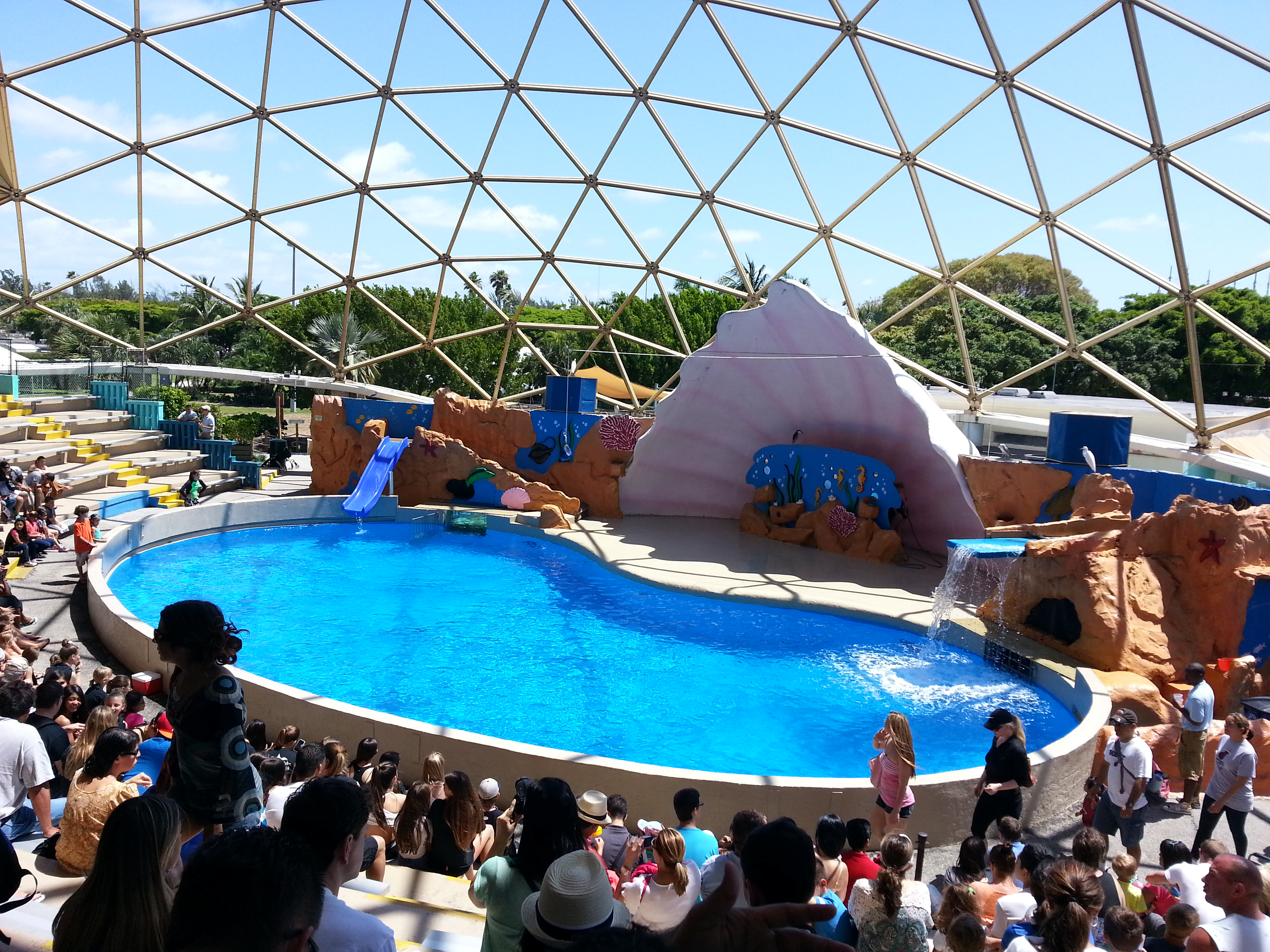
Golden Dome
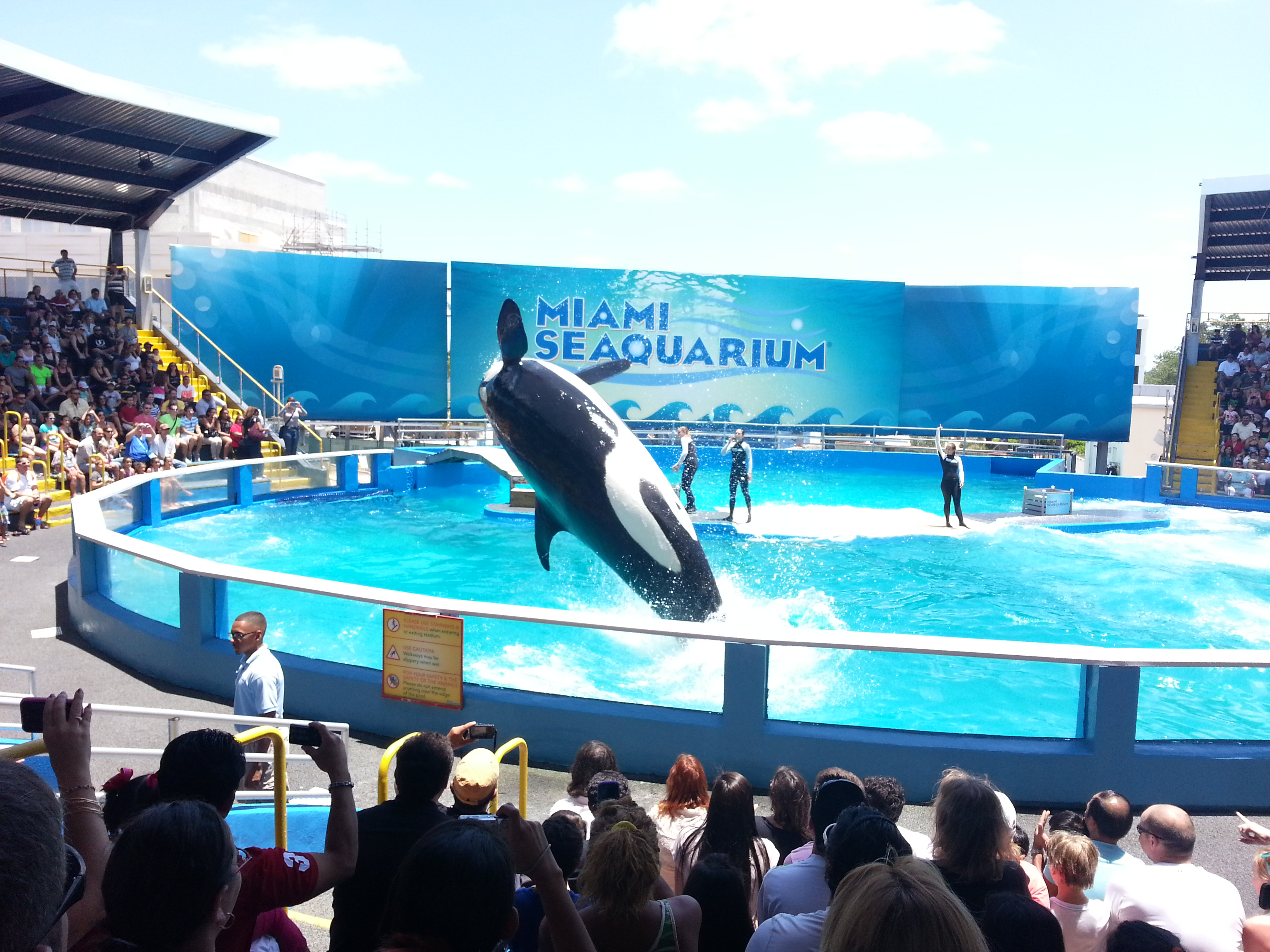
Orca im Miami Seaquarium
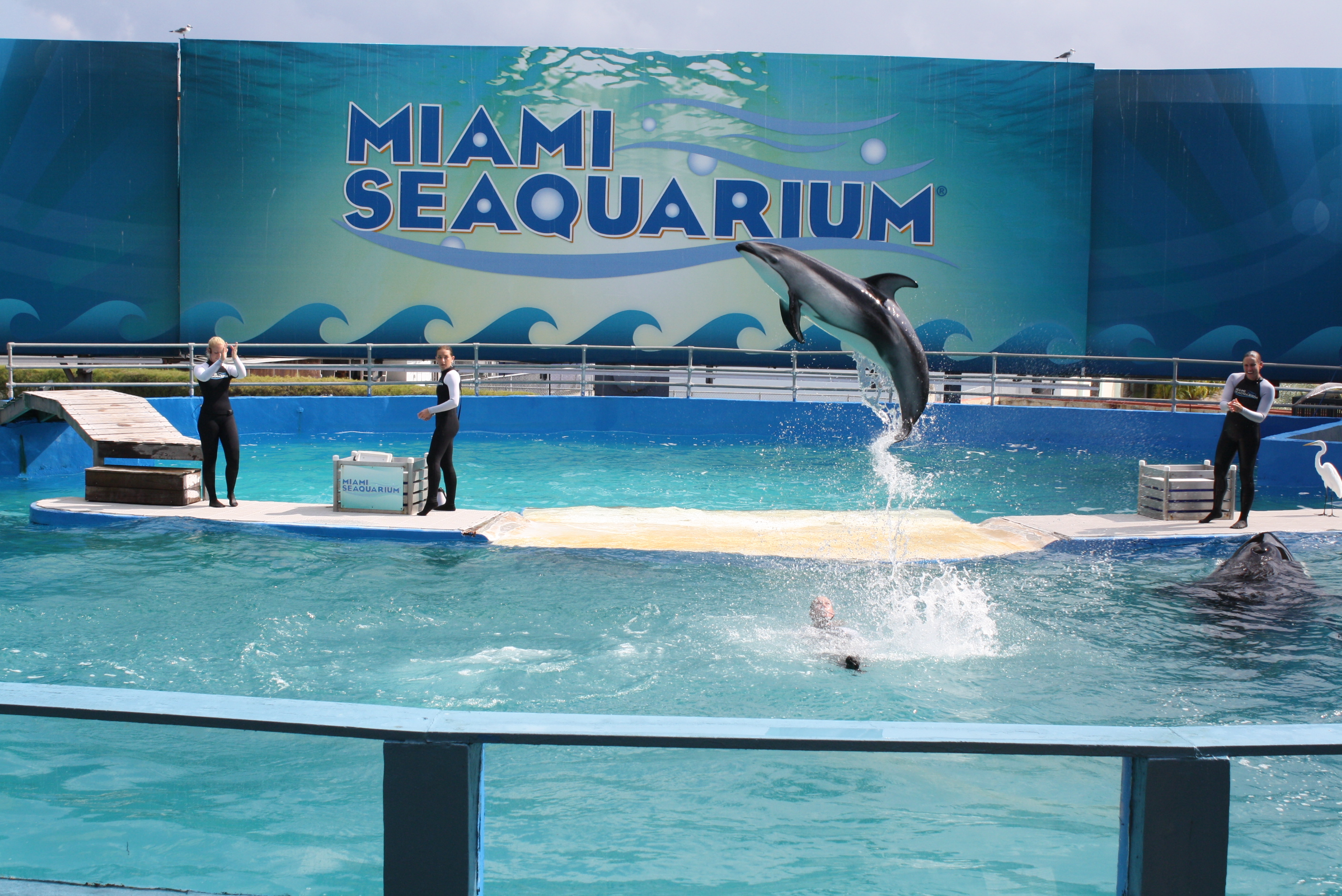
Delfinshow